# Lay Me Down (Avicii)
Lay Me Down is een nummer van de Zweedse dj Avicii uit 2014. Het is de vijfde en laatste single van zijn debuutalbum True. 
Zanger Adam Lambert heeft meegeschreven aan "Lay Me Down", en neemt dan ook de zang in het nummer voor zijn rekening. Ook Chic-gitarist Nile Rodgers heeft meegeschreven, en bespeelt de gitaar in het nummer.
Het nummer werd een klein hitje in Europa. In Avicii's thuisland Zweden haalde het de 39e positie. In zowel Nederland als Vlaanderen haalde "Lay Me Down" de 4e positie in de Tipparade.